# Desirae Krawczyk
Desirae Marie Krawczyk (n. 11 ianuarie 1994, Palm Desert⁠(d), California, SUA) este o jucătoare americană de tenis. Specialistă în dublu, ea s-a clasat pe locul 17 mondial (17 mai 2021). Krawczyk a câștigat șase titluri de dublu WTA Tour, precum și șase titluri de dublu pe Circuitul ITF. Ea a câștigat la dublu mixt French Open 2021 și US Open 2021 în parteneriat cu Joe Salisbury, precum și dublu mixt de la Wimbledon 2021 cu Neal Skupski. A fost finalistă la French Open 2020 la dublu feminin împreună cu Alexa Guarachi.